# Leucauge nigrocincta
Leucauge nigrocincta este o specie de păianjeni din genul Leucauge, familia Tetragnathidae, descrisă de Simon, 1903. Conform Catalogue of Life specia Leucauge nigrocincta nu are subspecii cunoscute.